# Hiroaki Abe
Hiroaki Abe 阿部弘毅 (15 de marzo de 1889-6 de febrero de 1949) fue un vicealmirante de la Armada Imperial Japonesa durante la Segunda Guerra Mundial.

## Biografía
Nacido en Yonezawa, ciudad de la prefectura de Yamagata en el norte de Japón en 1889, se unió a la Armada Imperial Japonesa graduándose como guardiamarina en 1911. Como guardiamarina sirvió en el crucero Soya y en el acorazadoMikasa y en 1912 sirvió con el grado del alférez en los cruceros Nishin y Mikuma para luego ser transferido al acorazado Kongo.
Se especializó en la rama de artillería naval especializándose en torpedos como subteniente y sirvió en el destructor Akebono y el crucero Chitose durante la Primera Guerra Mundial.
Terminada la Gran Guerra, pasó a puestos administrativos hasta que recibió su primer mando a bordo del destructor Ushio en julio de 1922.
En 1923 alcanzó el grado de teniente comandante a bordo del destructor Hatsuyuki y en diciembre de 1923 fue ascendido a capitán de corbeta sirviendo en el destructor Kaki hasta 1925.
En 1932 alcanzó el grado de capitán de navío asumiendo el mando del crucero Jintsu y en 1933 toma el mando del acorazado Fuso.
En 1938 asciende al grado de almirante y toma el mando de la 8.ª división de cruceros pesados.

## Frente del Pacífico
El 7 de diciembre de 1941, al mando de la misma división participa en el
ataque a Pearl Harbor bajo el mando de Chuichi Nagumo y de retorno al Japón es desviado para asistir al comandante Kajioka en las labores de ablandamiento en la Batalla de la isla Wake.
Estando al mando de la 8.ª división participa desde el 23 al 25 de agosto de 1942 en la
Batalla de las Salomón Orientales y el 26 de octubre en la Batalla de Santa Cruz.
Es promovido al grado de vicealmirante en noviembre de 1942. Se le asigna la misión de atacar a la base aérea en manos americanas en Guadalcanal

### Batalla naval de Guadalcanal
Isoroku Yamamoto encomienda a Abe al 3.ª división de acorazados compuesta por el Hei y Kirishima junto a la 11.ª división de batalla compuesta por once destructores: Samidare, Murasame, Asagumo, Teruzuki, Amatsukaze, Yukikaze, Ikazuchi, Inazuma, Akatsuki, Harusame y el Yudachi para apoyar los desembarcos de 7000 soldados en la isla de Guadalcanal y recibe la orden de bombardear Campo Herdenson con munición de fragmentación.
Abe iza su insignia a bordo del acorazado Hei.
El 13 de noviembre de 1942, el flamante vicealmirante Abe conduce sus fuerzas para bombardear el Campo Henderson siendo descubierto durante la ruta de aproximación a través del Grand Slot por un avión de observación norteamericano. El avión radía el mensaje a la Task Force 67 al mando del almirante Daniel Callaghan dando comienzo a la 1.ª Batalla naval de Guadalcanal.
La fuerza americana estaba compuesta por el USS San Francisco (CA-38) y USS Portland (CA-33), los cruceros ligeros USS Helena (CL-50), USS Juneau (CLAA-119) y
USS Atlanta (CL-51), junto a los destructores Uss Cushing DD-376, USS Laffey,
USS Sterett, USS O'Bannon (DD-987), USS Aaron Sala Barton, USS Monssen y
USS Fletcher (DD-445). El almirante Callaghan izaba insignia en el USS San Francisco.
Abe ordena el cambio de munición fragmentaria a antibuque y después de haber traspasado un frente de mal tiempo se introduce por el Grand Slot (rendija) en una formación de combate en línea. El cambio de munición es extremadamente lento y cuando las fuerzas hacen contacto, aún el cambio se está realizando.
A eso de las 1:35 las fuerzas navales opuestas hacen contacto. Callaghan a pesar de que había detectado por radar la aproximación del enemigo no cruza la T del enemigo, y dispersa sus fuerzas debido a fallos radiales e imprecisiones tácticas.
Los japoneses centran al USS Atlanta, mientras que los destructores O´Bannon y USS Laffey se aproximan al acorazado Hei quien hace uso de sus reflectores. La cercanía es tal que el Hei no puede hacer uso de la artillería principal, sin embargo, las ametralladoras americanas barren el puente de mando japonés hiriendo a Abe, al capitán Nishida y matando al jefe de personal Suzuki Masakane . A partir de ese momento Abe pierde el control de las acciones.
En ese momento el Hei cambia de objetivo centrando al USS San Francisco quien pierde además su proa, mientras se hunde es alcanzado repetidamente por los disparos muriendo Callaghan en el puente debido al uso de proyectiles perforantes de coraza.
A medida que transcurre la batalla nocturna, el dominio de la situación cae en manos de Abe pasada la media hora de combate, a los estadounidenses solo le quedan el USS Helena y el USS Fletcher en condiciones de combatir. Abe ha perdido sólo dos destructores, el Hei estaba muy dañado y apenas podía navegar, pero se había abierto camino hacia Campo Henderson y podía bombardear a impunidad con el Kirishima y el resto de las unidades sobrevivientes.
Los japoneses tenía una victoria estratégica en las manos pero Abe decidió retirarse en ese instante del escenario y se alejó rodeando la Isla Savo, donde sería sorprendido en la mañana por aviones americanos quienes bombardearon a gusto y repetidamente al Hei hasta provocar su hundimiento al noreoeste de la isla. Abe fue transbordado al Yukikaze apenas amaneció.
El almirante Yamamoto relevó deshonrosamente a Abe por no cumplir el objetivo de bombardear Herderson Field y por la pérdida del acorazado Hei. Fue obligado a renunciar en 1943 a la Armada Imperial Japonesa y falleció en 1949.
Hiroaki Abe tenía un hermano, Toshio Abe quien fue ayudante del almirante Tamon Yamaguchi a bordo del Hiryu y fue capitán del malogrado Shinano, donde perdería la vida en noviembre de 1944.